# Фрёлих, Карл
Карл Август Хуго Фрёлих (нем. Carl August Hugo Froelich; 5 сентября 1875, Берлин — 12 февраля 1953, Западный Берлин) — немецкий кинорежиссёр

, сценарист, кинооператор и продюсер. Один из пионеров немецкого кинематографа. За время своей карьеры с 1912 по 1953 год поставил 77 фильмов.

## Биография
Родился 5 сентября 1875 года в Берлине и вырос в Штральзунде. Изучал электротехнику в технических университетах Дармштадта и Берлина, а с 1900 года работал в конструкторском бюро Siemens & Halske (ныне Siemens AG). С появлением кино сразу же заинтересовался этой новой техникой. С 1903 года работал в конструкторском отделе пионера кино Оскара Местера, который в то время был крупнейшим производителем киноаппаратуры. В компании Местера участвовал в технических разработках (в том числе биофона), а также работал в качестве оператора, сняв, например, фильм о воздействии ядов на сердце человека. Для кинохроники Местера запечатлел последствия катастрофы на берлинской надземке 26 сентября 1908 года.
В 1913 году дебютировал как режиссёр фильмом «Рихард Вагнер». В 1920 году основал собственную производственную компанию Froelich-Film GmbH, где поставил фильмы «Коварство и любовь» (1921), «Братья Карамазовы» (1922), «Мать и ребёнок» (1924) и др. В эти годы часто снимал актрису Хенни Портен, которая дебютировала на экране в одном из его ранних фильмов, а в 1926—1929 годах была совладелицей его компании.
В 1929 году как режиссёр поставил один из первых звуковых немецких фильмов «Ночь принадлежит нам». В 1930 году приобрёл две оранжереи в Темпельхофе, которые уже в период немого кино использовались как студии, переоборудовав их под съёмки звуковых фильмов. В 1931 году был художественным руководителем на фильме Леонтины Саган «Девушки в униформе». В 1936 году режиссёр Рольф Ханзен снял на его студии первый немецкий цветной короткометражный фильм «Мушка» по повести Альфреда де Мюссе.
1 мая 1933 года Фрёлих вступил в НСДАП. В 1934 году по заказу отдела пропаганды НСДАП он снял фильм об Имперской службе труда для женщин: «Я для тебя — ты для меня». В 1937 году ему было присвоено звание профессора, а в 1939 году он был назначен на должность президента Имперской палаты кино, которую занимал до окончания войны в 1945 году.
Фрёлих был одним из самых успешных кинематографистов Германии, который снимал фильмы с участием таких кинозвёзд того времени, как Эмиль Яннингс, Ханс Альберс, Хайнц Рюман, Ингрид Бергман и Цара Леандер. В 1943 году он снял масштабную постановку в двух сериях «Семейство Бухгольц» и «Брак по склонности» (общая продолжительность демонстрации более трех часов) с Хенни Портен в главной роли.
По окончании Второй мировой войны Фрёлих был арестован, а в 1948 году денацифицирован, получив разрешение на работу. Его студия была сильно повреждена во время войны и не возобновила кинопроизводство. Несмотря на тот факт, что десять фильмов Фрёлиха нацистского периода были запрещены союзниками, в 1951 году он смог снять в качестве режиссёра ещё два фильма — «Три девушки сошли с ума» и «Штипс».
Умер 12 февраля 1953 года в Западном Берлине.

## Фильмография
- 1906: Meißner Porzellan (Kamera)
- 1911: Tragödie eines Streiks (Kamera)
- 1912: Jung und alt (Kamera)
- 1912: Die Toten schweigen (Kamera)
- 1912: Erloschenes Licht (Kamera)
- 1912: Um Haaresbreite (Kamera)
- 1912: Der Schatten des Meeres (Kamera)
- 1913: Problematische Naturen (Kamera)
- 1913: Zu spät (Regiebeteiligung fraglich, Kamera)
- 1913: Komtesse Ursel (Kamera)
- 1913: Der wankende Glaube (Kamera)
- 1914: Ihre Hoheit (Kamera)
- 1913: Рихард Вагнер / Richard Wagner
- 1913: Tirol in Waffen
- 1913: Des Pfarrers Töchterlein (Kamera)
- 1913: Eva (Kamera)
- 1913: Der Feind im Land (Kamera)
- 1913: Schuldig (Kamera)
- 1913: Ihr guter Ruf (Kamera)
- 1913: Problematische Naturen (Kamera)
- 1914: Die große Sünderin (Kamera)
- 1914: Das Tal des Traumes (Kamera)
- 1914: Bergnacht (Kamera)
- 1914: Erstarrte Liebe (Regie)
- 1915: Fürst Seppl
- 1915: Musketier Kaczmarek
- 1915: Nur nicht heiraten
- 1916: Зонтик с лебедем / Der Schirm mit dem Schwan
- 1916: Werner Krafft
- 1917: Die Ehe der Luise Rohrbach (nur Drehbuch)
- 1918: Der Rubin-Salamander (nur Drehbuch)
- 1918: Ikarus, der fliegende Mensch
- 1918: Alraune, die Henkerstochter, genannt die rote Hanne (nur Drehbuch)
- 1919: Der Tänzer
- 1919: Die Verführten
- 1919: Arme Thea
- 1919: Die Liebschaften der Käthe Keller
- 1920: Братья Карамазовы / Die Brüder Karamasoff
- 1920: Die Kwannon von Okadera
- 1921: Неверные души / Irrende Seelen
- 1921: Im Banne der Kralle
- 1922: Луиза Миллер / Luise Millerin
- 1923: Der Schatz (nur Produktion)
- 1923: Метеоролог / Der Wetterwart
- 1924: Мать и дитя / Mutter und Kind
- 1925: Камерная музыка / Kammermusik
- 1925: Приключение Сибиллы Брант / Das Abenteuer der Sybille Brant
- 1925: Трагедия / Tragödie
- 1926: Южные розы / Rosen aus dem Süden
- 1926: Wehe, wenn sie losgelassen
- 1926: Виоланта / Violantha
- 1926: Пламя лжет / Die Flammen lügen
- 1927: Моя тётя — твоя тётя / Meine Tante – deine Tante
- 1927: Большая пауза / Die große Pause
- 1928: Лотта / Lotte
- 1928: Любовь в коровнике / Liebe im Kuhstall
- 1928: Liebe und Diebe
- 1928: Убежище / Zuflucht
- 1929: Ночь принадлежит нам / Die Nacht gehört uns
- 1929: Женщина, которую все любят, это ты! / Die Frau, die jeder liebt, bist du!
- 1930: Hans in allen Gassen
- 1930: Баркарола любви / La barcarolle d'amour
- 1931: Девушки в униформе / Mädchen in Uniform (künstler. Oberltg.)
- 1931: Luise, Königin von Preußen
- 1932: Gitta entdeckt ihr Herz
- 1932: Die – oder keine
- 1933: Лейтенский хорал / Der Choral von Leuthen
- 1933: Reifende Jugend
- 1934: Ich für dich – Du für mich
- 1934: Krach um Jolanthe
- 1935: Oberwachtmeister Schwenke
- 1935: Ich war Jack Mortimer
- 1935: Елизавета Пфальцская / Liselotte von der Pfalz
- 1935: Traumulus
- 1936: Das Schönheitsfleckchen (Produzent und Drehbuch)
- 1936: Raub der Sabinerinnen (nur Produzent)
- 1936: Если бы мы все были ангелами / Wenn wir alle Engel wären
- 1937: Die ganz großen Torheiten
- 1937: Окольные пути красавца Карла / Die Umwege des schönen Karl
- 1938: Родина / Heimat
- 1938: Четыре компаньона / Die vier Gesellen
- 1938: Andalusische Nächte
- 1938: Das Leben kann so schön sein
- 1939: Средь шумного бала / Es war eine rauschende Ballnacht
- 1939: Мона Лиза / Mona Lisa
- 1940: Сердце королевы / Das Herz der Königin
- 1941: Газовщик / Der Gasmann
- 1941: Der Weg ins Freie (nur Produzent)
- 1942: Hochzeit auf Bärenhof
- 1944: Семейство Буххольц / Familie Buchholz
- 1944: Брак по любви / Neigungsehe
- 1950: Drei Mädchen spinnen
- 1951: Stips
- 1951: Torreani (nur Produktion)